# Flagge Estlands
Die Flagge Estlands (amtlich estnisch Eesti lipp) wurde erstmals am 21. November 1918 und wieder am 7. August 1990 eingeführt. Vorschläge für eine völlig neue Nationalflagge konnten sich nicht durchsetzen.

## Beschreibung
Die Nationalflagge zeigt drei gleich breite waagerechte Streifen in (von oben nach unten) Blau, Schwarz und Weiß (estnisch: sinimustvalge). Nach der am 1. Januar 2006 in Kraft getretenen estnischen Flaggenverordnung ist das Blau auf den Farbwert Pantone 285C und die Proportionen auf 7:11 festgelegt. Das Blau steht für Treue und Vertrauen, das Schwarz für die Ahnen und die Vergangenheit und das Weiß für den Schnee und die Zukunft.
Fälschlicherweise wird manchmal angenommen, die Flagge stünde für weißen Schnee, schwarzen Wald und blauen Himmel.

## Geschichte

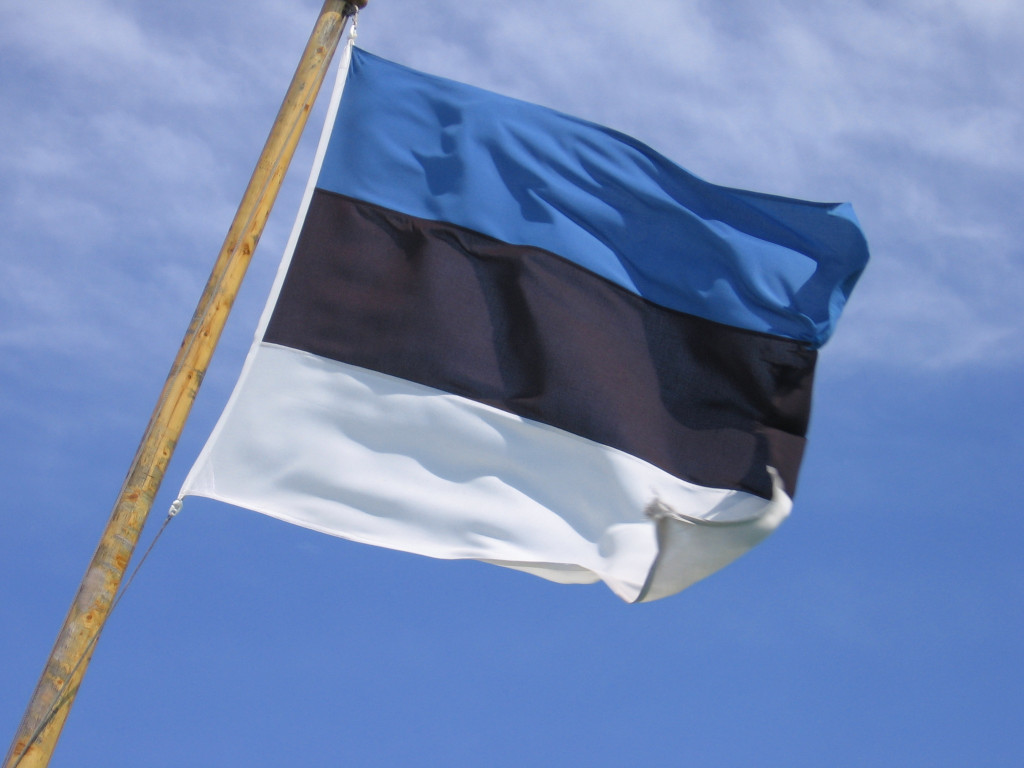
Flagge Estlands

Sie wurde erstmals als Fahne des Vereins Studierender Esten (estnisch: Eesti Üliõpilaste Selts oder EÜS) einer Studentenverbindung an der Universität Tartu bekannt, für die sie am 4. Juni 1884 im Pastorat von Otepää geweiht wurde. Sie wurde später mit dem estnischen Nationalismus in Verbindung gebracht und während der ersten estnischen Unabhängigkeit ab 1918 als estnische Flagge verwendet. Formell wurde die Flagge am 21. November 1918 zur Nationalflagge erklärt.
Nach der Invasion der Sowjetunion 1940 wurde die Flagge verboten. Sie wurde auf dem Pikk Hermann am 21. Juni 1940 eingeholt, obwohl Estland formal noch unabhängig war. Am folgenden Tag wurde sie zusammen mit der sowjetischen Flagge wieder gehisst, bis sie am 27. Juli endgültig verboten wurde. Am 6. August 1940 wurde die Estnische Sozialistische Sowjetrepublik offiziell Teil der Sowjetunion.
Durch eine Verordnung des provisorischen Präsidiums des Obersten Sowjets der Estnischen SSR wurde die erste Flagge der Estnischen SSR am 31. Oktober 1940 eingeführt. Das Seitenverhältnis der Höhe zur Breite betrug 1:2. Die Flagge bestand aus einem roten Tuch mit den Symbolen Hammer und Sichel in gelber Farbe, die sich in der linken oberen Ecke befanden. Über diesen stand in gelber Schrift die estnische Abkürzung ENSV (Eesti Nõukogude Sotsialistlik Vabariik – Estnische Sozialistische Sowjetrepublik) in serifenloser Schrift.
Während der deutschen Besatzung von 1941 bis 1944 wurde die estnische Flagge als Symbol des ethnischen Estentums akzeptiert, nicht aber als Nationalflagge. Nach dem Abzug der Deutschen im September 1944 wurde die estnische Flagge wieder gehisst. Am 22. September wurde dazu die sowjetische Flagge gehisst; wieder verschwand die estnische Flagge bald danach.
Die zweite Flagge der Estnischen SSR, im Volksmund „Wellenflagge“ (lainelipp) genannt, wurde durch eine Verordnung des Präsidiums des Obersten Sowjets am 6. Februar 1953 eingeführt und durch § 167 der Verfassung der Estnischen SSR vom 7. Oktober 1977 bestätigt.
Das Seitenverhältnis der Höhe zur Breite betrug 1:2. Die Flagge war aus rotem Tuch. In der unteren Flaggenhälfte befanden sich horizontal über einem großen hellblauen Wellenstreifen zwei kleinere weiße Wellenstreifen, die von einem kleinen blauen Streifen getrennt wurden. Fünf Scheitelpunkte der Wellen waren zu sehen. Die Wellen sollten die Ostsee symbolisieren.
Die Flagge der Estnischen SSR unterschied sich von der Flagge der Lettischen SSR durch scharfkantigere Wellenkämme und einen wellenförmigen roten Streifen unterhalb des hellblauen Streifens, der in der Flagge der Lettischen SSR fehlte. Dieser rote Streifen nahm auf der Flagge der Estnischen SSR etwa ein Fünftel ein.
Auf der Vorderseite der Flagge waren – wie in der Flagge der Sowjetunion – in der Gösch ein gelbumrandeter fünfzackiger Roter Stern und ein darunter befindliches Hammer-und-Sichel-Symbol zu sehen. Auf der Rückseite fehlten in den meisten Fällen Stern, Hammer und Sichel. Die Verfassung der Estnischen SSR von 1977 schrieb dies ausdrücklich vor.
Erst während der Perestroika konnte man die Trikolore wieder in der Öffentlichkeit sehen. 1988 wurde das öffentliche Zeigen der ursprünglichen Flagge der Republik Estland nicht mehr strafrechtlich geahndet. Am 24. Februar 1989, dem 71. Jahrestag der Unabhängigkeitserklärung Estlands im Jahre 1918, zog man sie wieder auf dem Pikk Hermann am Regierungssitz in Tallinn auf. Sie wurde am 7. August 1990, kurz vor der erneuten estnischen Unabhängigkeit, offiziell vom Obersten Rat der Republik Estland zur Nationalflagge erklärt.
2001 schlug der Politiker Kaarel Tarand vor, die Trikolore durch eine Kreuz-Flagge im Stil der skandinavischen Länder zu ersetzen. Befürworter des Vorschlags meinen, dass die Trikolore das Symbol eines osteuropäischen Landes ist, während das Kreuz Estlands Bindungen zu den Nordischen Ländern symbolisieren würde. Besonders zu Finnland bestehen enge Kontakte aufgrund der Verwandtschaft der Sprachen und Kultur. Bereits 1919 gab es Vorschläge für eine Flagge im Kreuz-Design. Da sich die Trikolore aber als wichtiges nationales Symbol großer Popularität erfreuen kann, wurde Tarands Vorschlag nicht aufgegriffen.

Flagge des Gouvernements Livland im Russischen Kaiserreich (1721–1917)
7:11  Flagge Estlands (1918–1940)

1:2  Flagge der Estnischen SSR (1940–1953)
1:2  Flagge der Estnischen SSR (1953–1990)
1:2  Rückseite der Flagge der Estnischen SSR.

7:11  Flagge Estlands (offiziell seit 1990)
Flaggenvorschlag von 2001

## Subnationale Flaggen Estlands
Die Flaggen der 15 Landkreise (maakond) Estlands bestehen einheitlich aus zwei horizontalen Streifen Weiß-Grün und führen im weißen Feld das Wappen des Kreises.
Auch die Gemeinden Estlands führen eigene Flaggen in sehr unterschiedlichen Designs.

Tallinn
Sauga
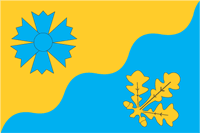
Lasva
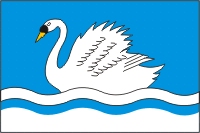
Varbla

## Weitere Flaggen Estlands

Flagge des Präsidenten
Flagge der Seestreitkräfte
Gösch der Seestreitkräfte
Flagge der Võro-Sprachgruppe